# Cyrinda Foxe
Cyrinda Foxe, nata Kathleen Victoria Hetzekian (Santa Monica, 22 febbraio 1952 – New York, 7 settembre 2002), è stata un'attrice statunitense.

## Biografia
Nata in California, ha origini armene. 
Nel 1973 appare nel videoclip musicale della canzone The Jean Genie di David Bowie.
Nel 1977 appare nel film Il male di Andy Warhol, coprodotto da Andy Warhol e diretto da Jed Johnson.
Sempre nel 1977 si sposa con David Johansen, cantante della band New York Dolls. Dopo meno di un anno il matrimonio finisce e la Foxe si sposa nel 1978 con Steven Tyler, cantante degli Aerosmith. Nasce loro figlia Mia Tyler nel dicembre 1978. Questo matrimonio finisce nel 1987.
Nel 1997 pubblica il libro di memorie Dream On: Livin' on the Edge with Steven Tyler and Aerosmith, coscritto da Danny Fields.
È deceduta nel settembre 2002 all'età di 50 anni a causa di un tumore al cervello. Pochi giorni prima, il 28 agosto 2002, aveva sposato il musicista Keith Waa.

## Filmografia
- Il male di Andy Warhol (Bad), regia di Jed Johnson (1977)